# ラスト・サマー -この夏の先に-
『ラスト・サマー 〜この夏の先に〜』（原題:The Last Summer）は2019年に配信されたアメリカ合衆国のロマンティック・コメディ映画である。監督はウィリアム・ビンドレイ、主演はKJ・アパとマイア・ミッチェルが務めた。

## 概略
グリフィン、フィービー、アレック、エリン、オードリーの5人は高校生最後の夏休みを迎えた。5人は失恋や親との対立のような問題を抱えながらも、自分が将来何になりたいのかを一生懸命模索していた。その過程で、予期せぬ出会いがあり、新しい友情や恋愛感情が芽生えることもあった。本作は5人が人生の新しい段階へステップを踏み出すまでの姿を描き出していく。

## キャスト
※ 括弧内は日本語吹き替え
- グリフィン - KJ・アパ（竹内栄治）
- フィービー - マイア・ミッチェル（北川里奈）
- アレック - ジェイコブ・ラティモア（西谷修一）
- エリン - ハルストン・セイジ（藤井ゆきよ）
- オードリー - ソシー・ベーコン（山村響）
- フォスター - ウォルフガング・ノヴォグラッツ（鈴木達央[2]）
- グリフィンの母親 - ガブリエル・アンウォー
- グリフィンの父親 - エド・クイン
- チャド - ジェイコブ・マッカーシー（小松昌平）
- リース - マリオ・レヴォロリ
- ペイジ - ゲイジ・ゴライトリー（Lynn）
- メイソン - ノーマン・ジョンソン・Jr
- リッキー - タイラー・ポージー（畠中祐）
- ライラ - オードリー・グレース・マーシャル（久野美咲）
- クリスティン・パーディ - グリア・グラマー
- レイシー - ジャッキー・サンドラー
- シエラ - ブレンナ・シャーマン

その他の日本語吹き替え出演者
近松孝丞、伊東健人、櫻庭有紗、濱口綾乃、綾部ゆかり、谷昌樹、今泉葉子、阿部彬名、苗村有香、芹沢里桜、蓮岳大、三好翼、田所陽向、井上マー
日本語版制作スタッフ
- 字幕翻訳：金澤葵
- 演出：簑浦良平
- 吹き替え翻訳：坂内朝子
- 制作：ブロードメディア・スタジオ

## 製作
2018年1月31日、ウィリアム・ビンドレイ監督の新作映画にKJ・アパが起用されたとの報道があった。3月28日、ジェイコブ・ラティモアの出演が決まったと報じられた。4月3日、マイア・ミッチェルがキャスト入りした。5月23日、タイラー・ポージーが本作に出演することになったと報じられた。なお、本作の主要撮影は同月中に始まった。

## 公開・マーケティング
2018年6月7日、Netflixが本作の配信権を購入したと報じられた。2019年4月9日、本作のオフィシャル・トレイラーが公開された。

## 評価
本作に対する批評家からの評価は芳しいものではない。映画批評集積サイトのRotten Tomatoesには5件のレビューがあり、批評家支持率は20%、平均点は10点満点で4.65点となっている。